# Ertacminda
Ertacminda (gruz. ერთაწმინდა) – wieś w Gruzji, w regionie Wewnętrzna Kartlia, w gminie Kaspi. W 2014 roku liczyła 230 mieszkańców.